# ウィリアム・ベイト・ハーディ賞
ウィリアム・ベイト・ハーディ賞(William Bate Hardy Prize)は、Cambridge Philosophical Societyにより贈られる賞。「直近3年間に発表された生物科学に関連するケンブリッジ大学の人物による最も優れた独創的な論文、研究、発見に対して」3年に1度授与される。

## 受賞者
2014年までに受賞した22回のみ記してある
- 1966 Hugh Huxley (最初の受賞者)[2]
- 1969 シドニー・ブレナー[3], Ralph Riley[4]
- 1976 フレデリック・サンガー[5]
- 1978 リチャード・ヘンダーソン[6]
- 1981 セーサル・ミルスタイン[7]
- 1984 ジョン・ガードン[8]
- 1987 Michael Berridge[9]
- 1991 Azim Surani [10]
- 1993 マーティン・エヴァンズ[11]
- 1995 Nicholas Barry Davies[12]
- 1998 Tim Clutton-Brock, Andrew Wyllie [13] (shared)
- 2001 Michael Neuberger[14], James Cuthbert Smith [15] (共同受賞)
- 2004 Andrea Brand, Robin Irvine (共同受賞)[16]
- 2010 Beverley Glover,[1] Dr Peter Forster[17], Simon Conway Morris  (共同受賞)
- 2014 Serena Nik-Zainal [18]